# رالینک
رالینک (انگلیسی: Ralink) شرکت سخت‌افزار تایوانی است، که در سال ۲۰۰۱ تأسیس شد.